# Xã Parnell, Quận Sheridan, Kansas
Xã Parnell (tiếng Anh: Parnell Township) là một xã thuộc quận Sheridan, tiểu bang Kansas, Hoa Kỳ. Năm 2010, dân số của xã này là 102 người.